# 矢田俊隆
矢田 俊隆（やだ としたか、1915年〈大正4年〉7月23日 - 2000年7月14日）は、日本の歴史学者・政治学者、北海道大学名誉教授。中欧史を研究。

## 略歴
1915年、三重県桑名市生まれ。1938年、名古屋市の第八高等学校 (旧制)卒業。東京帝國大学文学部に進み、西洋史を専攻する。1938年、東京帝國大学文学部を卒業し、同大学院へ進学。1940年、東京帝國大学大学院文学研究科を修了し、同文学部の副手となる（1943年まで）。
日本大学、東京女子大学などの講師を経て、1949年に成蹊大学政治経済学部教授に就く。1950年、北海道大学法経学部教授となり、1953年の学部改組に伴い法学部教授となった。1957年以降、同大学スラブ研究センター研究員を併任する。1962年「中欧における自由と民族の問題」を北海道大学に提出して法学博士の学位を取得。1979年、北海道大学を停年退官、名誉教授となる。同年4月から成城大学法学部教授。1986年、成城大学を定年退職。

## 研究対象・研究内容
- 政治史学および歴史学を研究した。特に中欧のオーストリアやスイス、ドイツなどを研究した。ハプスブルク帝国史研究の第一人者であった[5]。成城大学定年退職後、北海道大学附属図書館に蔵書を寄贈した[5]。
- 指導を受けた門下生には山本佐門、吉川宏などがいる。

## 受賞・栄典
- 1988年：勲二等瑞宝章[4]

## 著作

### 単著
- 『新稿世界史 ヨーロッパアメリカ篇』有精堂 1951
- 『世界史』有精堂出版 1954
- 『世界史の人びと 6 民主主義への道』寺島竜一絵 筑摩書房 1956
- 『三月革命』弘文堂 アテネ文庫 世界歴史シリーズ 1958
- 『新制世界史』有精堂出版 1964
- 『近代中欧の自由と民族』（ユーラシア文化史選書：吉川弘文館、1966年）
- 『大世界史17　自由と統一をめざして』（文藝春秋、1968年）
- 『メッテルニヒ ヨーロッパ国際政治の立役者』清水書院 Century books 人と歴史シリーズ  1973年
- 『ハプスブルク帝国史研究　中欧多民族国家の解体過程』（岩波書店、1977年）
- 『世界現代史26　ハンガリー・チェコスロヴァキア現代史』（山川出版社、1978年）
- 『オーストリア現代史の教訓』（人間科学叢書：刀水書房、1995年）

### 共編著
- 『近代民主政治の発達』小林幸輔共著 金星堂 世界史シリーズ 1950
- 『現代の世界』山崎宏共著 金星堂 世界史シリーズ 1950
- 『ヨーロッパの天才たち』山上正太郎共編、創芸社 1950
- 『世界各国史13 東欧史』（編著、山川出版社、1977年）
- 『世界現代史25 オーストリア・スイス現代史』（田口晃共著、山川出版社、1984年）

### 訳書
- フリードリッヒ・マイネッケ『独逸国民国家発生の研究 世界主義と国民国家』冨山房、1943年
  - 『世界市民主義と国民国家　ドイツ国民国家発生の研究』岩波書店（全2巻）、1968-72年
- フリードリッヒ・マイネッケ『ドイツの悲劇 考察と回想』弘文堂 アテネ新書、1951年、中公文庫、1974年
- バーバラ・ジェラヴィッチ『近代オーストリアの歴史と文化　ハプスブルク帝国とオーストリア共和国』山川出版社、1994年